# Michael F. Flynn
Pour les articles homonymes, voir Michael Flynn.
Pour le militaire américain, voir Michael T. Flynn.
Œuvres principales
- Eifelheim
- Connexions

Michael Francis Flynn, né le 20 décembre 1947 à Easton en Pennsylvanie et mort le 30 septembre 2023, est un écrivain de science-fiction américain.

## Biographie
Michael F. Flynn est un auteur américain ayant commencé à publier de la science-fiction dans le magazine Analog en 1984. Il a rapidement été identifié comme l'un des contributeurs récurrents les plus sophistiqués et stylistiquement pointu des années 1980. Il a été ensuite reconnu comme l'un des principaux créateurs modernes de hard science-fiction.
Michael F. Flynn a été nommé sept fois pour le prix Hugo et a remporté les prix Prometheus et Theodore Sturgeon. Il a coécrit avec Larry Niven et Jerry Pournelle le roman Fallen Angels, qui a remporté un prix Seiun et le prix Prometheus. En 2003, il a été le premier auteur à recevoir le prix Robert A. Heinlein (en), une distinction décernée par la Heinlein Society (en) pour l'ensemble de ses réalisations, en reconnaissance de son encouragement du développement des voyages spatiaux humains.
Michael F. Flynn est décédé dans sa maison d'enfance à Easton en Pennsylvanie le 30 septembre 2023,.

## Œuvres

### UniversFirestar

#### SérieFirestar
1. (en) Firestar, 1996
2. (en) Rogue Star, 1998
3. (en) Lodestar, 2000
4. (en) Falling Stars, 2001

#### SérieThe Spiral Arm
1. (en) The January Dancer, 2008
2. (en) Up Jim River, 2010
3. (en) In the Lion's Mouth, 2012
4. (en) On the Razor's Edge, 2013

### Romans indépendants
- (en) In the Country of the Blind, 1990Prix Locus du meilleur premier roman 1991 et prix Compton-Crook 1991
- (en) Fallen Angels, 1991Écrit avec Larry Niven et Jerry Pournelle.
- (en) The Washer at the Ford, 1991
- (en) The Wreck of the River of Stars, 2003
- Eifelheim, Robert Laffont, coll. « Ailleurs et Demain », 2008 ((en) Eifelheim, 2006), trad. Jean-Daniel Brèque, 528 p.  (ISBN 978-2-221-10961-8)
- (en) Places Where the Roads Don't Go, 2015
- Connexions, Le Bélial', coll. « Une heure-lumière » no 43, 2023 ((en) Nexus, 2017), trad. Jean-Daniel Brèque, 128 p.  (ISBN 978-2-38163-078-6)
- (en) In the Belly of the Whale, 2024Prix Prometheus 2025

### Recueils de nouvelles
- (en) The Nanotech Chronicles, 1991
- (en) The Forest of Time and Other Stories, 1997
- (en) Captive Dreams, 2012

## Récompenses
- Prix Prometheus 1991 pour In the Country of the Blind
- Prix Locus du meilleur premier roman 1991 pour In the Country of the Blind
- Prix Compton-Crook 1991 pour In the Country of the Blind
- Prix Prometheus 1992 pour Fallen Angels
- Prix Theodore-Sturgeon 1998 pour House of Dreams
- Prix Robert A. Heinlein (en) 2003
- Prix Prometheus 2025 pour In the Belly of the Whale